# Oenothera cespitosa
Espèce
Classification phylogénétique
Oenothera cespitosa, l’Onagre cespiteuse, est une espèce de plantes à fleurs dicotylédones de la famille des Onagraceae et du genre Oenothera. C'est une plante herbacée native de l’Ouest des États-Unis. Cette Onagre est connue en anglais sous le nom de tufted evening primrose  bien que cela ne soit pas une Primevère.

## Description
C'est un plante pérenne en rosette sans tige. Les fleurs poussent directement de la base. Les fleurs à 4 pétales sont généralement blanches et s’ouvrent la nuit.

## Habitat
Elle se trouve généralement dans les plaines et talus sableux.